# Пересыпь (Краснодарский край)
Пересы́пь — посёлок в Темрюкском районе Краснодарского края.
Входит в состав Ахтанизовского сельского поселения.

## Население
| 2002 | 2010 |
| ---- | ---- |
| 742  | ↗776 |

## Улицы
| - ул. Бондаревой, - ул. Володиной, - ул. Жемчужная, - ул. Калабатка, - ул. Комсомольская, - ул. Лермонтова, - ул. Лиманная, - ул. Садовая, | - ул. Сельская, - ул. Степная, - ул. Чапаева, - ул. Южная, - пер. Азовский, - пер. Береговой, - пер. Кооперативный, - пер. Лазурный, | - пер. Морской, - пер. Набережный, - пер. Первомайский, - пер. Приморский, - пер. Сливовый, - пер. Степной, - пер. Черноморский. |